# Hypetraxx
Hypetraxx – niemiecki zespół muzyki elektronicznej istniejący w latach 1996–2004. W 2000 roku został wydany jedyny album studyjny zespołu Tales from the Darkside.

## Dyskografia

### Albumy studyjne
| 2000 | Tales from the Darkside - Wydany: 2000 - Wytwórnia: Flex Records - Format: CD | 50 |

### Single
| Rok                            | Tytuł                             | Najwyższe pozycje na listach | Najwyższe pozycje na listach | Najwyższe pozycje na listach | Najwyższe pozycje na listach | Najwyższe pozycje na listach | Album                   |
| Rok                            | Tytuł                             | GER                          | AUT                          | SWI                          | SWE                          | NOR                          | Album                   |
| ------------------------------ | --------------------------------- | ---------------------------- | ---------------------------- | ---------------------------- | ---------------------------- | ---------------------------- | ----------------------- |
| 1996                           | „Do U Love Me?”                   | –                            | –                            | –                            | –                            | –                            | –                       |
| 1996                           | „Whop Your Body”                  | –                            | –                            | –                            | –                            | –                            | –                       |
| 1999                           | „Interceptor” (D-Cay)             | –                            | –                            | –                            | –                            | –                            | –                       |
| 1999                           | „The Darkside”                    | 12                           | 8                            | 67                           | 46                           | 4                            | Tales from the Darkside |
| 2000                           | „See the Day”                     | 24                           | 29                           | 84                           | 44                           | –                            | Tales from the Darkside |
| 2001                           | „Paranoid”                        | 61                           | –                            | –                            | –                            | –                            | –                       |
| 2002                           | „Send Me an Angel”                | –                            | –                            | –                            | –                            | –                            | –                       |
| 2003                           | „Ich bin so” (vs. Sabrina Setlur) | –                            | –                            | –                            | –                            | –                            | –                       |
| 2003                           | „The Promiseland”                 | –                            | –                            | –                            | –                            | –                            | –                       |
| 2004                           | „Dead or Alive”                   | –                            | –                            | –                            | –                            | –                            | –                       |
| „–” pozycja nie była notowana. |                                   |                              |                              |                              |                              |                              |                         |

#### Z gościnnym udziałem
| Rok  | Tytuł                  | Album |
| ---- | ---------------------- | ----- |
| 1997 | „Wind It Up!” (Egoist) | –     |

### Teledyski
| Rok  | Tytuł          |
| ---- | -------------- |
| –    | „The Darkside” |
| 2000 | „See the Day”  |
| 2001 | „Paranoid”     |
| 2003 | „Promiseland”  |